# Ostrosz (szczyt)
Ostrosz (niem. Die Schärfe, 462 m n.p.m.) – szczyt w Karkonoszach, w obrębie Pogórza Karkonoskiego.
Położony jest w północno-zachodniej części Pogórza Karkonoskiego, nad Sobieszowem. Jest najdalej ku północnemu wschodowi wysuniętym wierzchołkiem grzbietu odchodzącego od Grzybowca. W grzbiecie tym występują: Trzmielak, Sobiesz i Ostrosz. Ostrosz nie jest zbyt wysoki, ale jego wąski grzbiet i stome zbocza północno-zachodnie i południowo-wschodnie czynią zeń obiekt warty przejścia.
Jak cały grzbiet, zbudowany jest z granitu karkonoskiego.
Porośnięty lasem regla dolnego.
Przez szczyt prowadzi  niebieski szlak turystyczny z Sobieszowa na Grzybowiec.